# Жан Рей (політик)
Жан Рей (15 липня 1902, Льєж — 19 травня 1983, Льєж) — бельгійський адвокат і ліберальний політик. Він став другим головою Європейської комісії.

## Ранні роки
Жан Рей народився в Льєжі в протестантській сім'ї. Він вивчав право в Льєзькому університеті, де в 1926 році отримав ступінь PhD. Кар'єру він розпочав як баррістер в апеляційному суді в Льєжі. Його прихильність до Валлонського руху привела його в політику. Він приєднався до Ліберальної партії і був обраний до міської ради в 1935 році. У 1939 році Рей пройшов в Палату представників.
На початку Другої Світової війни Рей був опонентом політики нейтралітету і короля Леопольда. Мобілізований як офіцер запасу в 1940 році, він був захоплений і провів залишок війни в концентраційному таборі. Будучи членом Великого сходу Бельгії, Жан Рей зумів заснувати у фашистських катівнях масонську ложу «Obstinée», і провести кілька масонських зібрань.

## Після Другої Світової війни
Після війни Рей став прихильником федералізації Бельгії. У 1947 він висунув законопроєкт про організацію федеративної держави, але парламент відхилив його пропозиції.
Рей був міністром з відновлення в 1949—1950 роках, міністром економіки з 1954 по 1958 рік. Тому він брав участь у розвитку Європейського об'єднання вугілля і сталі і в переговорах щодо створення Європейського економічного співтовариства.
Рей став комісаром з іноземних справ у комісії Хальштайна. Він відігравав важливу роль у переговорах з Генеральної угоди з тарифів і торгівлі, званих ще «раундом Кеннеді».
У 1967 році Жан Рей став наступником Вальтера Хальштейна на посту голови Європейської комісії. Рей став першим головою після набрання чинності «Договору про злиття», тобто очолював комісії трьох організацій: Європейського економічного співтовариства, Європейського об'єднання вугілля і сталі і Євроатому. Жан Рей домігся збільшення повноважень Європейського парламенту і виступав за обрання депутатів на загальних виборах. У 1970 році Рей зміг заручитися підтримкою європейських лідерів у питанні про власні ресурси спільноти. Це означало, що співтовариство перестало залежати від внесків держав-членів і отримало нові джерела фінансування: всі мита на товари, що ввозяться з країн, що не входять в ЄЕС, збори на імпорт сільськогосподарської продукції та кошти, що надходять від податку на додану вартість.
Під час головування Рея в 1968 році був остаточно утворений митний союз держав ЄЕС. Всі залишалися на той момент митні мита були скасовані, і введений загальний митний тариф для торгівлі з державами поза ЄЕС. Жан Рей зіграв важливу роль в Гаазькому саміті Європейської ради в грудні 1969 року. На ньому європейські лідери вирішили рухатися у бік економічного та монетарного союзу і підтвердили угоду про можливість розширення спільноти, що дало «зелене світло» на приєднання Великої Британії та інших держав.
У 1970 році Рей пішов у відставку з поста голови комісії. З 1974 по 1978 він очолював Європейського руху. У 1979 році він став членом першого Європейського парламенту, обраного жителями країн ЄЕС на прямих виборах.
Жан Рей помер у місті Льєжі в 1983 році. У європейському кварталі Брюсселя зараз є площа, названа на його честь (Площа Жана Рея).